# 1974-es Formula–1 dél-afrikai nagydíj
A dél-afrikai nagydíj volt az 1974-es Formula–1 világbajnokság harmadik futama.

## Futam
Két hónapos szünet után a mezőny Dél-afrikába érkezett, ahol Laudáé lett a pole. A második helyről José Carlos Pace (Surtees), a harmadikról Arturo Merzario (Iso-Marlboro) indult. Az edzésen Peter Revson autójának meghibásodott az első felfüggesztése, és halálos balesetet szenvedett, miután átrepült a korláton a Shadowjával. Életét már nem tudták megmenteni. A rajt után Lauda megtartotta az első helyet míg Pace és Merzario hamar hátraesett a mezőnyben. Reutemann feljött másodiknak, a 10. körben pedig megelőzte Laudát, és az első helyet a délután hátralévő részében megtartotta. Lauda és Regazzoni a verseny végén kiestek, Jean-Pierre Beltoise lett a második (BRM), Hailwood a harmadik.
| Helyezés | #  | Versenyző            | Csapat/Motor      | Körök | Idő/Kiesés oka    | Rajthely | Pontszám |
| -------- | -- | -------------------- | ----------------- | ----- | ----------------- | -------- | -------- |
| 1        | 7  | Carlos Reutemann     | Brabham-Ford      | 78    | 1:42:40,96        | 4        | 9        |
| 2        | 14 | Jean-Pierre Beltoise | BRM               | 78    | + 33,94           | 11       | 6        |
| 3        | 33 | Mike Hailwood        | McLaren-Ford      | 78    | + 42,16           | 12       | 4        |
| 4        | 4  | Patrick Depailler    | Tyrrell-Ford      | 78    | + 44,19           | 15       | 3        |
| 5        | 9  | Hans-Joachim Stuck   | March-Ford        | 78    | + 46,23           | 7        | 2        |
| 6        | 20 | Arturo Merzario      | Iso Marlboro-Ford | 78    | + 56,04           | 3        | 1        |
| 7        | 5  | Emerson Fittipaldi   | McLaren-Ford      | 78    | + 1:08,39         | 5        |          |
| 8        | 3  | Jody Scheckter       | Tyrrell-Ford      | 78    | + 1:10,54         | 8        |          |
| 9        | 6  | Denny Hulme          | McLaren-Ford      | 77    | + 1 kör           | 9        |          |
| 10       | 10 | Vittorio Brambilla   | March-Ford        | 77    | + 1 kör           | 19       |          |
| 11       | 18 | Carlos Pace          | Surtees-Ford      | 77    | + 1 kör           | 2        |          |
| 12       | 26 | Graham Hill          | Lola-Ford         | 77    | + 1 kör           | 18       |          |
| 13       | 29 | Ian Scheckter        | Lotus-Ford        | 76    | + 2 kör           | 22       |          |
| 14       | 32 | Eddie Keizan         | Tyrrell-Ford      | 76    | + 2 kör           | 24       |          |
| 15       | 37 | François Migault     | BRM               | 75    | + 3 kör           | 25       |          |
| 16       | 12 | Niki Lauda           | Ferrari           | 74    | Gyújtás           | 1        |          |
| 17       | 8  | Richard Robarts      | Brabham-Ford      | 74    | + 4 kör           | 23       |          |
| 18       | 15 | Henri Pescarolo      | BRM               | 72    | + 6 kör           | 21       |          |
| 19       | 23 | Dave Charlton        | McLaren-Ford      | 71    | + 7 kör           | 20       |          |
| Kiesett  | 11 | Clay Regazzoni       | Ferrari           | 65    | Olajnyomás        | 6        |          |
| Kiesett  | 28 | John Watson          | Brabham-Ford      | 54    | Üzemanyagrendszer | 13       |          |
| Kiesett  | 2  | Jacky Ickx           | Lotus-Ford        | 31    | Fék               | 10       |          |
| Kiesett  | 24 | James Hunt           | Hesketh-Ford      | 13    | Erőátvitel        | 14       |          |
| Kiesett  | 19 | Jochen Mass          | Surtees-Ford      | 11    | Felfüggesztés     | 17       |          |
| Kiesett  | 30 | Paddy Driver         | Lotus-Ford        | 6     | Kuplung           | 26       |          |
| Kiesett  | 1  | Ronnie Peterson      | Lotus-Ford        | 2     | Ütközés           | 16       |          |
| Kiesett  | 21 | Tom Belsø            | Iso Marlboro-Ford | 0     | Kuplung           | 27       |          |

## Statisztikák
Vezető helyen:
- Niki Lauda: 9 (1-9)
- Carlos Reutemann: 69 (10-78)

Carlos Reutemann 1. győzelme, 1. leggyorsabb köre, Niki Lauda 1. pole-pozíciója.
- Brabham 14. győzelme.

Denny Hulme 100. versenye. Peter Revson utolsó, Vittorio Brambilla első versenye.